# زنان در علم

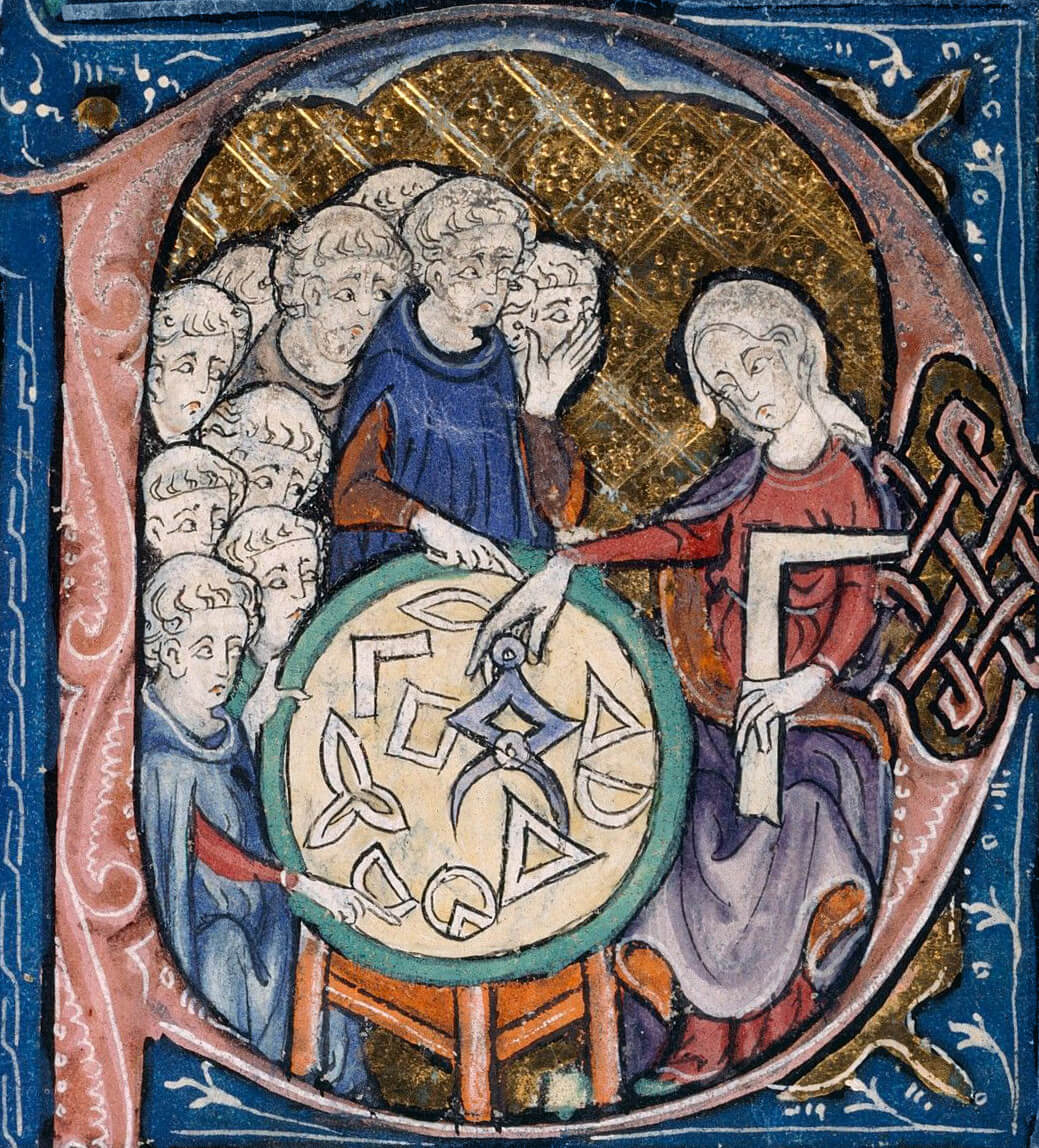
زنان در حال آموزش هندسه

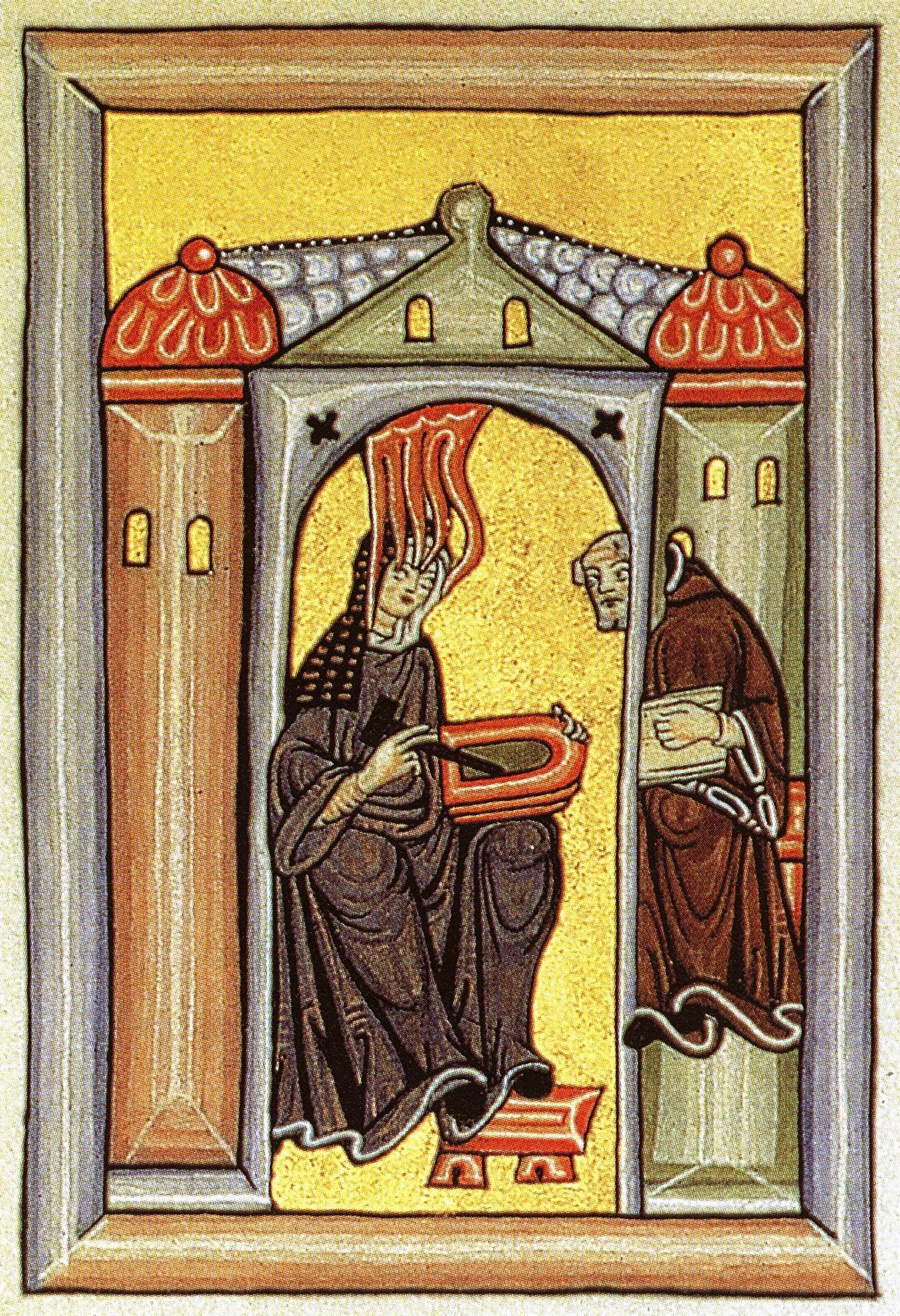
هیلدگارد بینگنی

حضور زنان در علم اولین دوره‌های تاریخ علمی است که در آنها سهم قابل توجهی داشته‌اند. مورخانی که به جنسیت و علم علاقه دارند، در مورد تلاش‌ها و دستاوردهای علمی زنان، موانعی که آنها با آن روبرو بوده‌اند، و استراتژی‌هایی که برای بررسی و پذیرش کار آنها در مجلات بزرگ علمی و سایر نشریات انجام شده‌است، تحقیق کرده‌اند. بررسی تاریخی ، انتقادی و جامعه شناختی این موضوعات در نوع خود به یک رشته دانشگاهی تبدیل شده‌است.
مشارکت زنان در پزشکی در چندین تمدن اولیه غربی رخ داده‌است و مطالعه فلسفه طبیعی در یونان باستان برای زنان آزاد بود. زنان در اولین کیمیاگری در قرن اول یا دوم میلادی سهیم بودند. در طول قرون وسطی، مجالس مذهبی مکان مهمی برای آموزش زنان بود و برخی از این جوامع فرصت‌هایی را برای زنان فراهم می‌کردند تا در تحقیقات علمی سهیم باشند. قرن یازدهم شاهد ظهور اولین دانشگاه‌ها بودیم. در بیشتر موارد، زنان از تحصیلات دانشگاهی محروم بودند. در خارج از دانشگاه، گیاه‌شناسی علمی بود که بیشترین بهره را از کمک‌های زنان در اوایل دوران مدرن می‌برد. به نظر می‌رسد که نگرش نسبت به آموزش زنان در زمینه‌های پزشکی در ایتالیا نسبت به جاهای دیگر آزادتر بوده‌است. اولین زن شناخته شده‌ای که موفق به کسب صندلی دانشگاهی در یک رشته علمی مطالعات شد، دانشمند ایتالیایی قرن هجدهم لائورا باسی بود.
نقش‌های جنسیتی در قرن هجدهم عمدتاً جبرگرایی بود و زنان پیشرفت‌های چشمگیری در علم داشتند. در طول قرن نوزدهم، زنان از بیشتر تحصیلات رسمی علمی محروم بودند، اما در این دوره شروع به پذیرش در جوامع تحصیل کرده کردند. در اواخر قرن نوزدهم، ظهور کالج زنان شغل زنان دانشمند و فرصت‌هایی برای تحصیل فراهم کرد.
ماری کوری متولد ورشو، لهستان، زمینه را برای دانشمندان برای بررسی واپاشی هسته‌ای فراهم کرد و عناصر رادیوم و پولونیم را کشف کرد. وی که به عنوان یک فیزیکدان و شیمی‌دان کار می‌کرد، تحقیقات پیشگامانه ای در مورد واپاشی هسته‌ای انجام داد و اولین زنی بود که جایزه نوبل فیزیک دریافت کرد و اولین فردی شد که دومین جایزه نوبل شیمی را دریافت کرد. ۴۰ زن از سال ۱۹۰۱ تا ۲۰۱۰ جایزه نوبل دریافت کرده‌اند. هفده زن جایزه نوبل در فیزیک، شیمی، فیزیولوژی یا پزشکی دریافت کرده‌اند.